# Denise Majette
Denise Lorraine Majette (New York, 18 maggio 1955) è una politica e magistrato statunitense, membro della Camera dei Rappresentanti per lo stato della Georgia dal 2003 al 2005.

## Biografia
Nata e cresciuta a Brooklyn, la Majette si laureò in legge alla Duke University e successivamente si trasferì in Georgia. Nel 1993 il governatore Zell Miller la nominò giudice della corte statale della Contea di DeKalb.
Nel 2002 lasciò l'impiego per candidarsi alla Camera dei Rappresentanti con il Partito Democratico; nelle primarie sfidò la deputata in carica da dieci anni Cynthia McKinney e riuscì a sconfiggerla; dopo aver vinto anche le elezioni generali, la Majette divenne deputata.
Due anni dopo, alla scadenza del mandato la Majette decise di non chiedere la rielezione, preferendo invece candidarsi al Senato. Con sorpresa di molti la Majette riuscì ad aggiudicarsi la nomination democratica e nelle elezioni generali affrontò il collega deputato Johnny Isakson, che la sconfisse con un margine di voti piuttosto ampio.
La Majette si trovò quindi costretta ad abbandonare il Congresso e il seggio alla Camera venne riconquistato dalla McKinney.
Durante il suo mandato da parlamentare la Majette registrò un indice di voto molto liberale, anche se leggermente più moderato rispetto a quello della McKinney.
Dopo la fine della sua carriera politica Denise Majette è tornata ad operare nel campo legale.